# Glen o Glenda
Glen o Glenda (títol original en anglès Glen or Glenda) és una pel·lícula de 1953, escrita, dirigida i protagonitzada per Ed Wood, amb la participació de Béla Lugosi i de la parella en aquell moment de Wood, Dolores Fuller. La cinta és un documental dramatitzat sobre el transvestisme i la transsexualitat i és bastant autobiogràfica. El mateix Wood era transvestit i la pel·lícula és una crida a la tolerància. Tanmateix, s'ha convertit en una pel·lícula de culte a causa del seu baix pressupost i el seu singular estil.
Aquesta pel·lícula està doblada al català i es va emetre a TV3 per primera vegada el 27 d'octubre de 1996.

## Antecedents
La cirurgia de canvi de sexe a què es va sotmetre Christine Jorgensen el 1952 – i que encapçalà els titulars dels mitjans de comunicació nord-americans–, va ser la inspiració perquè George Weiss, productor de pel·lícules de baix pressupost a Hollywood, n'encarregués que tractés el tema. Ed Wood va persuadir Weiss que el seu propi transvestisme el feia el director perfecte, malgrat la seva modesta trajectòria. El treball va ser lliurat a Wood junt amb els diners, però en lloc del tema que se li havia encarregat, va realitzar una pel·lícula sobre el transvestisme. En acabar-la, la van trobar massa curta i a més molt diferent del que li havien demanat, per la qual cosa Wood va afegir algunes escenes extres sobre el canvi de sexe. El productor, per la seva part, va unir dues seqüències softcore sense cap relació, una d'elles amb un suau bondage amb preses de Wood i Lugosi. La pel·lícula va ser estrenada només perquè havia estat venuda a bastants cinemes abans que estigués feta.

## Darrere la càmera
Wood va convèncer Bela Lugosi, una estrella cinematogràfica – i que actualment es troba en situació de pobresa i de drogoaddicció– perquè aparegués a la pel·lícula. Wood mateix va protagonitzar el film, encarnant a Glen/Glenda, encara que sota el pseudònim de "Daniel Davis". La seva parella en aquell temps, Dolores Fuller, va interpretar el personatge de la xicota de Glen.
Fuller no coneixia la faceta transvestista de Wood. En realitat, no li van explicar del tot la naturalesa de la pel·lícula, i fins i tot Wood en rares ocasions es va arribar a vestir amb roba de dona mentre que ella era als platós. Només quan es va visionar la pel·lícula completa es va revelar la veritat, i Fuller va afirmar haver estat humiliada per l'experiència.
Al tràiler teatral, inclòs en les edicions (laserdisc i DVD), és l'escena final de la pel·lícula en la que Fuller lliura el seu jersei d'angora, és una presa diferent de l'emesa originalment.

## Singularitats
En el best seller titulat Movie and Video Guide, Leonard Maltin va definir aquesta pel·lícula com "possiblement, la pitjor pel·lícula mai feta", un dubtós honor abans mantingut per una altra cinta de Wood, Pla 9 des de l'espai.
En els crèdits, Béla Lugosi apareix com "el científic", un personatge amb un propòsit gens clar. Actua com una espècie de narrador, però no té cap rellevància narrativa en l'argument; aquest treball és reservat per al narrador principal, Timothy Farrell. El científic està envoltat per parafernàlies típiques de pel·lícules de terror, com la presència de calaveres i tubs d'experiments mentre exhorta al públic a "anar amb compte amb el gran drac verd que es pot sentir en els seus llindars". L'estampida de bisons està superposada sobre la cara del científic sense cap raó aparent. També hi ha diverses seqüències llargues i surrealistes de somnis, en els quals Glen és embruixat per un personatge vestit de dimoni.

## Influència en altres obres
- En una novel·la de Wood titulada Killer in Drag també apareix un personatge transvestit anomenat "Glen", i la personalitat femenina de "Glenda". És executat en la seqüència Death of a Transvestite després d'una lluita pel dret d'anar a la cadira elèctrica vestit de Glenda.
- La pel·lícula Ed Wood, de Tim Burton, descriu el rodatge de la cinta i reconstrueix diverses escenes amb Johnny Depp en el rol de Wood.
- Glen o Glenda va ser reeditat amb sis minuts de preses addicionals el 1982.
- El 1994 es va realitzar un remake pornogràfic anomenat Glen & Glenda, que presentava gran part del guió de la pel·lícula original, però amb escenes de sexe explícit.
- Es troba en el lloc 50 dins la llista de les 50 pitjors pel·lícules.
- La pel·lícula original, Glen o Glenda, ara és de domini públic.